# Guilherme Biteco
Guilherme Bitencourt da Silva, meglio noto come Guilherme Biteco (Porto Alegre, 12 marzo 1994), è un calciatore brasiliano, centrocampista degli H.K. Rangers in prestito dal Tai Po.

## Biografia
Anche suo fratello Matheus Biteco è stato un calciatore.

## Carriera
Con il Grêmio ha giocato nella prima divisione brasiliana e nella Coppa Libertadores.